# Archibald Menzies
Pour les articles homonymes, voir Menzies.
Archibald Menzies est un médecin, un botaniste et un artiste britannique, né le 15 mars 1754 à Weem dans la région de Perth en Écosse et mort le 15 février 1842 à Londres.

## Biographie
Il est le fils de James Menzies et d’Ann née Janet. Après une scolarité rudimentaire, il travaille comme jardinier, comme ses quatre frères, pour Sir Robert Menzies de Menzies, le chef du clan, qui s’intéresse aux nouveaux végétaux importés par les voyageurs. L’un de ses frères, William, s’installe à Édimbourg pour y travailler dans le jardin botanique établi par John Hope  dans l’université de la ville. Archibald l'y rejoint. Hope, remarquant son intelligence, l’encourage à étudier, ce qu’il fait de 1771 à 1780 ; Archibald étudie particulièrement la botanique, la médecine, la chirurgie et la chimie.
Après ses études, il devient assistant d’un chirurgien à Caernarfon dans le Pays de Galles. En 1782, Menzies devient assistant-chirurgien à la Navy. Il participe à la bataille des Saintes dans les Caraïbes et est en poste en 1784 à Halifax. Il récolte des spécimens botaniques qu’il fait parvenir à Sir Joseph Banks. Il revient en Grande-Bretagne où il étudie dans l’herbier et la bibliothèque de Banks. Un exemplaire des plantes qu’il a récoltées dans la Nouvelle-Écosse est utilisé par Dawson Turner dans sa Fuci (1809).
Sur les recommandations de Banks, Menzies est engagé comme chirurgien à bord de l’H.M.S. Prince of Wales commandé par James Colnett (1753-1806) qui a pour mission d’établir une liaison entre la côte Pacifique de l’Amérique du Nord et la Chine. Le voyage commence en octobre 1786 et s’achève en 1789.
Banks le recommande à nouveau auprès de George Vancouver, commandant du voyage de l’H.M.S. Discovery, et qui doit entreprendre un voyage d’exploration dans le Pacifique. Le caractère scientifique de l’expédition se double d’une dimension diplomatique puisque la couronne britannique souhaite affirmer sa propriété sur l’île Nootka, au large de Vancouver. Le Discovery accompagné par l’H.M.S. Chatham quitte l’Angleterre en 1791 et rentre au pays en octobre 1795. En 1799, Menzies reçoit un titre de docteur de médecine honorifique par le King’s College d’Aberdeen.
Menzies continue de servir dans la Navy jusqu’en 1802, année où il doit prendre sa retraite car il souffre d’asthme.

## Source
- Dictionnaire biographique du Canada en ligne